# José Scarcella
José Arturo Scarcella (ur. ?, zm. ?) – argentyński piłkarz, grający podczas kariery na pozycji obrońcy. 

## Kariera klubowa
José Scarcella piłkarską karierę rozpoczął w drugoligowym Sportivo Dock Sud na przełomie lat 20. i 30. W latach 1931–1940 był zawodnikiem Racing Club de Avellaneda. W lidze argentyńskiej rozegrał 197 spotkań, w których zdobył 2 bramki. Na początku lat 40. występował w urugwajskim Sud América Montevideo. 

## Kariera reprezentacyjna
W reprezentacji Argentyny Scarcella występował w latach 1933-1935. W reprezentacji zadebiutował 21 stycznia 1933 w przegranym 1-2 towarzyskim meczu z Urugwajem. W 1935 Scarcella uczestniczył w Mistrzostwach Ameryki Południowej, na których Argentyna zajęła drugie miejsce. Na turnieju w Peru wystąpił we wszystkich trzech meczach z Chile, Peru i Urugwajem, który był jego ostatnim meczem w reprezentacji. Ogółem w reprezentacji wystąpił 5 meczach.
| Mecze i gole w reprezentacji | Mecze i gole w reprezentacji | Mecze i gole w reprezentacji | Mecze i gole w reprezentacji | Mecze i gole w reprezentacji | Mecze i gole w reprezentacji | Mecze i gole w reprezentacji |
| #                            | Data                         | Miasto                       | Przeciwnik                   | Gol                          | Wynik                        | Rozgrywki                    |
| ---------------------------- | ---------------------------- | ---------------------------- | ---------------------------- | ---------------------------- | ---------------------------- | ---------------------------- |
| 1.                           | 21.01.1933                   | Montevideo                   | Urugwaj                      |                              | 1:2                          | towarzyski                   |
| 2.                           | 05.02.1933                   | Avellaneda                   | Urugwaj                      |                              | 4:1                          | towarzyski                   |
| 3.                           | 06.01.1935                   | Lima                         | Chile                        |                              | 4:1                          | Copa América                 |
| 4.                           | 20.01.1935                   | Lima                         | Peru                         |                              | 4:1                          | Copa América                 |
| 5.                           | 27.01.1935                   | Lima                         | Urugwaj                      |                              | 0:3                          | Copa América                 |